# Ceyx
Ceyx este un gen de pescărași din familia Alcedinidae, care se găsesc din Asia de Sud-Est până în Insulele Solomon.

## Taxonomie
Genul a fost introdus de naturalistul francez Bernard Germain de Lacépède în 1799 și își trage numele din mitul grecesc al lui Alcyone și Ceyx. Specia tip este pescărașul mic cu spate negru (Ceyx erithaca).

### Specii
Genul conține 23 de specii:
- Ceyx erithaca
- Ceyx rufidorsa
- Ceyx melanurus
- Ceyx fallax
- Ceyx sangirensis
- Ceyx lepidus
- Ceyx margarethae
- Ceyx wallacii
- Ceyx cajeli
- Ceyx solitarius
- Ceyx dispar
- Ceyx mulcatus
- Ceyx sacerdotis
- Ceyx meeki
- Ceyx collectoris
- Ceyx nigromaxilla
- Ceyx gentianus
- Ceyx cyanopectus
- Ceyx argentatus
- Ceyx flumenicola
- Ceyx azureus
- Ceyx websteri
- Ceyx pusillus